# Every Day (filme de 2018)
Every Day (prt: A Cada Dia; bra: Todo Dia) é um filme americano de drama romântico de 2018 dirigido por Michael Sucsy e escrito por Jesse Andrews, baseado no romance homônimo de David Levithan. O filme apresenta Angourie Rice como Rhiannon, de 16 anos, que se apaixona por uma alma itinerante que acorda todas as manhãs em um corpo diferente; Justice Smith, Debby Ryan e Maria Bello, também estrelam no longa. O seu lançamento ocorreu em 23 de fevereiro de 2018.

## Enredo
Uma tímida menina de 16 anos, chamada Rhiannon, se apaixona por um  espírito chamado "A", uma alma itinerante que acorda em um corpo diferente, vivendo uma vida completamente diferente todos os dias.
Sendo sempre alguém de idade próximas,nunca duas vezes a mesma pessoa.
Um dia, "A" acorda no corpo de Justin, o namorado negligente de Rhiannon. Na escola naquele dia, Rhiannon se aproxima de "A", na forma de Justin, e ela o convence a ignorar a escola com ela. À medida que o dia continua, "A" encontra-se apaixonado por Rhiannon, enquanto confia a Justin sua vida doméstica problemática após a quebra-cabeça mental do pai que quase resultou em sua família perdendo sua casa. Rhiannon, em troca, sente um amor reavivido por Justin, visto que ele aparentemente se transformou em uma pessoa mais pensativa e atenciosa do que era antes. No dia seguinte, no entanto, Rhiannon descobre que Justin retornou de volta ao seu antigo eu descuidado e nem se lembra do dia anterior. Enquanto isso, acordando no corpo de Amy, "A" se disfarça de estudante de intercâmbio para ficar perto de Rhiannon.
No dia seguinte, "A" acorda no corpo do católico e devastador Nathan, e participa de uma festa "A" está ciente de que Rhiannon também estará. Conectando-se com ela através da dança, "A" e Rhiannon, como Nathan diz a Rhiannon que ela merece alguém melhor que Justin, antes "A", como Nathan, é perseguido por Justin. Poucos dias depois, "A" faz o texto para Rhiannon, pedindo que o conheça sozinho, e ela faz, sob o pressuposto de que ela está encontrando com Nathan. No entanto, "A" aparece como Megan, revelando a Rhiannon que "A" era Justin e Amy e Nathan e que "A" está se apaixonando por ela. Embora desprezado no início, Rhiannon concorda em se encontrar com "A" no dia seguinte, com "A" agora no corpo de James. "A" diz a Rhiannon que "A" se desloca de corpos todos os dias desde que "A" era um bebê. "A" revela que "A" agora mantém uma conta privada no instagram com imagens tiradas todos os dias em todos os corpos, e que Rhiannon pode se comunicar com "A" através dessa conta. Encontrando-se com Nathan, que acredita ter sido possuído pelo diabo, Rhiannon percebe que "A" é real. No dia seguinte, "A", no corpo transgênero de Vic, convence Rhiannon para dar a "A" uma chance, apesar do fato de que ele muda de formas todos os dias, explicando a ela que é a alma que conta, não o corpo.
Alguns dias depois, "A" desperta alegremente no corpo da própria Rhiannon. Ao longo do dia, "A" lida com a mãe e a irmã e pai de Rhiannon. No dia seguinte, Rhiannon rompe com Justin, tendo finalmente encontrado a coragem. Despertando no corpo da suicida e deprimida Kelsea, Rhiannon convence "A" para tentar segurar o corpo de Kelsea por mais de vinte e quatro horas, para manter Kelsea viva até o seu pai retornar de sua viagem e ele possa ser alertado da doença de Kelsea. Quando "A" é bem sucedido, Rhiannon logo o convence, no corpo de um de seu amigo, Alexander, a permanecer no corpo do mesmo para que eles possam estar junto para sempre. Por um curto período de tempo, isso parece funcionar, mas logo "A" percebe que eles não podem simplesmente tirar a vida de outra pessoa deles. Convidando Rhiannon para a casa de Alexandre, "A", no corpo de Alexander, diz a Rhiannon que eles não podem ficar juntos de uma forma realista "para sempre", e que o próprio Alexandre é perfeito para Rhiannon. Compartilhando uma última noite juntos, "A" da um beijo de adeus em Rhiannon. No dia seguinte, "A" desperta em um corpo diferente e  afasta-se, enquanto Rhiannon se encontra com Alexander na escola e eles vão juntos a aula.

## Elenco
- Angourie Rice como Rhiannon
- Justice Smith como Justin
- Jeni Ross como Amy
- Lucas Jade Zumann como Nathan
- Rory McDonald como David
- Katie Douglas como Megan
- Jacob Batalon como James
- Ian Alexander como Vic
- Sean Jones como George
- Colin Ford como Xavier
- Jake Sim como Michael
- Nicole Law como Kelsea
- Karena Evans como Hannah
- Katie Douglas como Megan
- Owen Teague como Alexander
- Hannah Richardson como Katie
- Maria Bello como Lindsey, Mãe de Rhiannon
- Michael Cram como Nick, Pai de Rhiannon
- Debby Ryan como Jolene, Irmã de Rhiannon
- Charles Vandervaart como Steve
- Amanda Arcuri como Rebecca
- Rohan Mead como Kev
- Taveeta Szymanowicz como Ashley

## Produção
Em junho de 2017, foi anunciado que a MGM tinha adquirido os direitos de filmagem para o Romance Todo Dia estrelado por Angourie Rice como Rhiannon a partir de um roteiro de Jesse Andrews, autor de Me and Earl e Dying Girl,e com direção de Michael Sucsy.
Em julho de 2017, o resto do elenco principal foi anunciado, quando o filme começou a produção em Toronto, Ontário, Canadá. mais Tarde, Owen Teague juntou-se ao elenco. O filme foi rodado em Toronto, de 6 de julho de 2017 até 12 de agosto de 2017.

## Lançamento
Anteriormente, anunciou-se que o filme seria lançando em 2 de fevereiro de 2018, com a Orion Pictures  distribuindo em versão ampla para a MGM. no Entanto, a data de lançamento foi então adiado para 27 de abril de 2018, antes de finalmente se estabelecer em 23 de fevereiro de 2018.

### Bilheteria
Nos Estados Unidos e Canadá, Every Day foi lançado junto com  Game Night e Annihilation, , estimou-se uma arrecadação de US $ 2-4 milhões de 1.625 cinemas em seu fim de semana de abertura. Ele acabou fazendo US $ 3,1 milhões durante o final de semana, terminando no 9º Lugar na bilheteria.

### Recepção
No agregador de críticas do site Rotten tomatoes, o filme tem um índice de aprovação de 63% com base em 27 avaliações, e uma avaliação média de 5.9/10. No Metacritic, o filme tem uma pontuação média ponderada de 53 de 100, com base em 11 críticas, indicando "revisões mistas ou médias".